# Liste der Ständigen Vertreter Deutschlands bei der OSZE
Die Liste der Ständigen Vertreter Deutschlands bei der OSZE enthält alle Ständigen Vertreter der Bundesrepublik Deutschland bei der OSZE in Wien seit dem Jahr 2000.
| Name               | Amtszeit  |
| ------------------ | --------- |
| Reinhard Bettzuege | 2000–2002 |
| Dieter Boden       | 2002–2005 |
| Axel Berg          | 2005–2008 |
| Heiner Horsten     | 2008–2012 |
| Rüdiger Lüdeking   | 2012–2015 |
| Eberhard Pohl      | 2015–2019 |
| Gesa Bräutigam     | 2019–2023 |
| Susanne Schütz     | seit 2023 |